# ۵۸ (میلادی)
۵۸ (میلادی) پنجاه و هشتمین سال تقویم میلادی است.

## رویدادها
بر اساس مکان
امپراتوری روم
- امپراتور نرون و مارکوس والریوس مسالا کوروینوس کنسول روم شدند.
- دوستی بین نرون و مارکوس سالویوس اوتو زمانی پایان می‌یابد که هر دو عاشق پوپیا سابینا می‌شوند و اوتو به عنوان فرماندار به لوسیتانیا فرستاده می‌شود.[۱]
- آگریپینا جوان توسط پسرش نرو از کاخ امپراتوری اخراج می‌شود و او را در ویلا آنتونیا در میسنوم به تخت می‌نشاند و قدرت واقعی و مؤثر امپراتوری را در دستان نرو قرار می‌دهد.[۲]
- جنگ روم و اشکانیان: گنائوس دومیتیوس کوربولو، فرمانده شرق، حمله ارمنی خود را علیه پارت آغاز می‌کند. او یک ارتش رومی (چهار لژیون) را از طریق کشور کوهستانی ارمنستان، علیه قلعه ولاندوم، در جنوب غربی آرتاشات رهبری می‌کند. پس از هشت ساعت محاصره، کوربولو شهر را تصرف می‌کند؛ لژیونرها مدافعان را قتل عام می‌کنند و ولاندوم را تا سر حد میل خود غارت می‌کنند.
- کوربولو با عبور از رودخانه ارس به آرتاشات لشکرکشی می‌کند؛ در امتداد دره، ده‌ها هزار کماندار سواره نظام اشکانی به رهبری شاه تیرداد اول، سایه به سایه او را دنبال می‌کنند. شهر دروازه‌های خود را به روی کوربولو می‌گشاید، همانطور که چهار دهه قبل به روی ژرمانیکوس گشوده بود. وقتی او پایتخت ۲۵۰ ساله ارمنستان را تصرف می‌کند، کوربولو چند ساعت به ساکنان فرصت می‌دهد تا اشیاء قیمتی خود را جمع‌آوری کنند و شهر را به آتش می‌کشد.[۳]
- آگریپینا جوان، در اواخر سال ۵۸ میلادی با سناتورها توطئه کرد تا نرون را سرنگون کند.
- گنائوس جولیوس آگریکولا، ۱۸ ساله، به عنوان یک تریبون نظامی در بریتانیا تحت نظر گایوس سوئتونیوس پائولینوس خدمت می‌کند و به لژیون دوم آگوستا وابسته است.

اروپا
- در تورینگن، درگیری بین دو قبیله ژرمنی بر سر دسترسی به آب آغاز می‌شود.
- رومی‌ها استفاده از صابون را از گال‌ها آموختند (تاریخ تقریبی).

آسیا
- امپراتور مینگ از سلسله هان، آیین بودا را به چین معرفی کرد و راهبان را از غرب دره سند دعوت نمود.
- در چین، در تمام مدارس دولتی، قربانی برای کنفوسیوس سفارش شده است.[۴]
- آغاز دوران یونگ‌پینگ از سلسله هان چین.

بر اساس موضوع
دین
- پولس رسول با پولی که جمع‌آوری کرده بود تا به جامعه مسیحی آنجا بدهد، به اورشلیم بازمی‌گردد. با این حال، او به بی‌حرمتی به معبد متهم می‌شود و دستگیر و در قیصریه زندانی می‌شود. سپس او شهروندی رومی خود را به کار می‌گیرد و برای محاکمه به روم فرستاده می‌شود.[۵]
- پولس رساله خود را به رومیان می‌نویسد (تاریخ تقریبی).

## زادگان
- جوونال، شاعر و نویسنده رومی (تاریخ تقریبی)

- شو شن، سیاستمدار و نویسنده چینی (تاریخ تقریبی)

## درگذشتگان
- دنگ یو، ژنرال چینی سلسله هان (متولد ۲ میلادی)

- گنگ یان، ژنرال چینی سلسله هان (متولد ۳ میلادی)

- فِراسمَنِس اول، پادشاه ایبری تحت الحمایه روم

- رادامیستوس، پادشاه ارمنستان تحت الحمایه روم